# Chiesa di Santa Maria Assunta (San Quirico d'Orcia)
La chiesa di Santa Maria Assunta (chiamata comunemente chiesa di Santa Maria o di Santa Maria ad Hortos in quanto era circondata dagli orti che diverranno gli Horti Leonini) è un edificio sacro che si trova a San Quirico d'Orcia, in provincia di Siena, Arcidiocesi di Siena-Colle di Val d'Elsa-Montalcino.

## Storia e descrizione
La chiesa era situata lungo la Via Francigena in prossimità della porta Ferrea. La sua costruzione risale probabilmente alla seconda metà dell'XI secolo.
L'edificio semplice e suggestivo in pietre squadrate di travertino è ad unica navata con piccola abside con coronamento ad archetti e mensole decorate con motivi di teste di animali. La copertura è a capriate lignee; è orientata verso nord-ovest dove si apre un piccolo portale.
La parte più significativa è il portale sulla Via Francigena che rivela numerose analogie con quello dell'abbazia di Sant'Antimo.